# 화석공주 목고십
목고십 (穆庫什, 1595년 ~ 1659년 5월)은 누르하치의 4번째 딸이고, 생모는 서비 가목호각라씨이다. 바부타이와 바부하이와 동복형제이다.

## 생애
명 만력 23년 (1595년)에 태어났다. 명 만력 36년 (1608년), 목고십은 울라의 왕 부잔타이와 결혼했다. 이후, 건주와 울라의 관계가 파탄나자, 누르하치가 군대를 이끌고 오랍부를 정벌하자, 부잔타이는 예허로 도망쳤고, 목고십 격격은 건주로 돌아왔다. 그 후, 액역도에게 시집을 가, 일찍 요절한 아들, 알필륭과 딸 하나를 낳았다. 1621년 액역도가 죽자, 목고십은 수계혼을 따라 액역도의 8남 투르거에게 재혼했다. 알필륭은 자신의 두 딸을 강희제의 후비로 입궁시켰는데, 효소인황후와 온희귀비 뉴호록씨이다.
숭덕 원년 (1636년) 11월, 홍타이지는 자신의 자매, 딸 등 여성친족 7명에게 공주로 봉하였다. "목고십, 수이애, 나의 여동생이니 대례를 따라, 책문을 하사하고 화석공주에 봉한다. 너는 자신의 자매를 믿지말고, 선을 그어 도리를 다하지 말라"고 비판했다. 목고십은 이번 책봉으로 화석공주로 불리게되었다.
목고십의 딸은 남편 니칸이 다른 사람을 데려올 것을 두려워해, 시집간 이모 망고제, 수니, 바오지헤이 등 세사람과 함께 대책을 논의했고, 마침 그녀의 친정에 큰언니라는 이름의 한인이 임신해 임신 8개월째라고 니칸에게 알렸다. 큰언니가 여자아이를 낳았을 때, 망고제와 수니는 슬그머니 아이를 안고 왔다. 니칸 언니 지오거거거는 아이가 이미 태어난지 시간이 지난 것을 알았을때, 매우 이상하게 여겼다. 그녀를 나무랐지만, 그녀는 자기가 낳았다고 우겼다. 목고십과 투르거는 딸과 하녀들의 말을 믿었고, 니칸은 홍타이지에게 이야기했다. 홍타이지는 형부에 명령하여 정부 심문을 받도록 하였는데, 어찌 세명의 하녀가 모두 자백하였는지, 그녀는 여전히 자신의 소생이라고 하였다.
숭덕 2년 5월, 목고십의 딸과, 이 일을 공모한 망고제, 수니, 보제흑 망고제의 엄마, 한인의 복부 큰언니 등 모두 6명이 사형을 선고받았고, 목고십은 죽음은 면했지만, 화석공주의 지위를 박탈당하고, 투르거와 이혼당했고, 그녀의 오빠 바부타이와 동생 바부하이의 부양을 받았다. 투르거는 죽음을 면하고, 그 직위를 파직당했다. 알필륭은 어머니와 매제의 텃세가 화석정친왕 앞에서 승정을 비호하여, 알필륭이 습격한 앙방장경직을 혁파하고, 배자니칸은 면죄하였다. 순치 16년 5월, 목고십이 향년 59세의 나이로 사망하였다.